# Dustbin Baby
Dustbin Baby è un film per la televisione britannico diretto da Juliet May, scritto da Helen Blakeman, tratto dal libro illustrato La bambina nel bidone di Jacqueline Wilson e trasmesso in prima visione sul canale BBC One il 21 dicembre 2008.

## Trama
Nel giorno del suo quattordicesimo compleanno, dopo aver litigato con la madre adottiva Marion per non aver ricevuto il regalo desiderato (voleva un cellulare come le sue coetanee, anziché un paio di orecchini), April marina la scuola e va a trovare Pat, la donna presso la quale era stata data in affido da piccolissima, che le consegna un vecchio ritaglio di giornale che narra del ritrovamento di una neonata (la stessa April) in un bidone della spazzatura nel retro di una pizzeria.
Un flashback mostra April a cinque anni insieme ai coniugi Janet e Daniel Johnson, i primi ad averla adottata. La relazione dei coniugi però si deteriora rapidamente, al punto che Janet, maltrattata dal marito e convinta erroneamente che anche April non voglia più averla intorno, si suicida. La bambina viene quindi portata in svariate famiglie affidatarie, ma non si trova bene con nessuna di loro.
Marion, che fa la guida turistica, appena viene a sapere che April non è andata a scuola va alla ricerca della figlia con l'aiuto del collega e amico Elliot. Intanto la ragazza si reca da sola al cimitero per visitare la tomba di Janet, e successivamente torna all'ormai abbandonato orfanotrofio "Sunnyholme Children's Home", dove ha trascorso la sua infanzia in seguito alla morte di Janet, dove è stata vittima del bullismo della perfida Pearl, e dove è stata coinvolta in un episodio di furto con scasso da Gina e altri ragazzi; quando una sera Pearl la deride per l'ennesima volta e le distrugge le sue amate bambole di carta, April la spinge da una rampa di scale e Pearl viene ricoverata in ospedale. Trasferita alla "Fairdale Residential School", April, seppur isolata dalle compagne, ha stretto amicizia con Poppy, affetta dalla sindrome di Asperger, e ha iniziato a formare un legame con l'insegnante di storia Marion quando quest'ultima, dopo aver assegnato come compito alla classe la creazione del proprio albero genealogico e aver appreso la drammatica storia di April (che per la rabbia di non sapere da chi è nata le ha risposto aggressivamente e ha provato a fuggire di notte, e per questo le è stato negato di uscire il sabato con il resto della classe), si è scusata con lei e ha deciso di adottarla.
Al presente, Marion acquista un cellulare per April e torna a casa, dove scopre che non ci sono messaggi nella segreteria telefonica; dopodiché va nella stanza della figlia e trova una scatola con i ricordi legati a diversi periodi della sua vita, e si dirige nel luogo dove ritiene che sia andata. Infatti, prima di tornare da Marion, c'è ancora un posto che April desidera visitare: il vicolo dove è stata trovata da neonata, nel retro della pizzeria "Reno's". La ragazza nota un numero di telefono scritto a fianco di un bidone della spazzatura e decide di fare una telefonata a cui risponde Frankie, il fattorino che la trovò. April e Frankie si incontrano all'interno della pizzeria, venendo raggiunti poco dopo da Marion. Madre e figlia si riconciliano, April indossa gli orecchini che Marion le aveva regalato e si fermano alla pizzeria per cenare insieme a Frankie.
La voce fuori campo di April spiega che, anche se probabilmente non conoscerà mai l'identità della sua madre naturale, ha la fortuna di averne comunque una, Marion, e questo è solo l'inizio.

## Riconoscimenti
- 2009 – International Emmy Awards[1]
  - Miglior programma per bambini e ragazzi
- 2009 – British Academy Children's Awards[2]
  - Miglior sceneggiatura
  - Candidatura al miglior film drammatico
  - Candidatura al Premio del Pubblico